# 甘味みきひろ
甘味 みきひろ（あまみ みきひろ）は、日本のイラストレーター。

## 作品

### イラスト
- 空戦魔導士候補生の教官（富士見ファンタジア文庫、著者：諸星悠）
- 学園王国の没落王と12人の生徒会長（富士見ファンタジア文庫、著者：岬かつみ）
- 嫌われ家庭教師のチート魔術講座 魔術師のディプロ（ダッシュエックス文庫、著者：延野正行）
- 魔法使いです。勇者のパーティーを抜けたいです。（オーバーラップ文庫、著者：マルゲリータ）

### ゲーム原画
- 星の王子くん
- 痕 -きずあと-
- ToHeart2 XRATED